# Jacob Hardmann
Jacob Hardmann (auch Jakob Hardmann oder Jakob Hartmann; * 21. Mai 1720 in Hardheim; † 10. Oktober 1760 in Würzburg) war ein deutscher Jesuit, Philosoph, Theologe und Hochschullehrer.

## Leben
Hardmann war Sohn des Schneiders Johannes Peter Hardmann. Am 5. Dezember 1735 wurde er an der Universität Würzburg immatrikuliert. Dort erlangte er den Grad eines Magisters der Philosophie. Am 12. Juli 1740 trat er in Mainz in den Jesuitenorden ein. Dort wirkte er bis 1743 am Jesuitenkolleg. Ab 1743 war er an der Jesuitenniederlassung in Heidelberg, ab 1749 an der in Würzburg. In Würzburg wurde er am 21. August 1752 unter Franz Xaver Widenhofer zum Doktor der Theologie promoviert. Im selben Jahr kam er an das Jesuitenkolleg in Bruchsal.
Hardmann erhielt im Oktober 1754 die Stelle als ordentlicher Professor für Logik und Metaphysik an der Universität Heidelberg. Im Dezember 1756 trat er die Stelle als Professor für Logik, Physik, Ethik, Metaphysik an der Universität Bamberg an. 1759 kam er schließlich als Professor der Theologie an die Universität Würzburg. Dort starb er nach etwa einem Jahr im Amt.

## Werke (Auswahl)
- Resolutio oratoria quaestionis inauguralis magistrorum : utrum ex astris unquam, & solari maxime hujus anni anni eclipsi potuerit aliquid praedici?, Haeffner, Mainz 1748.
- Theses Ex Theologia Universa, Kleyer, Würzburg 1752.
- Carmen Panegyricon In Solennissimo Actu Inaugurationis Philosophicae Lyra Horatiana Decantatum, Heidelberg 1756.